# Vätternsandsten

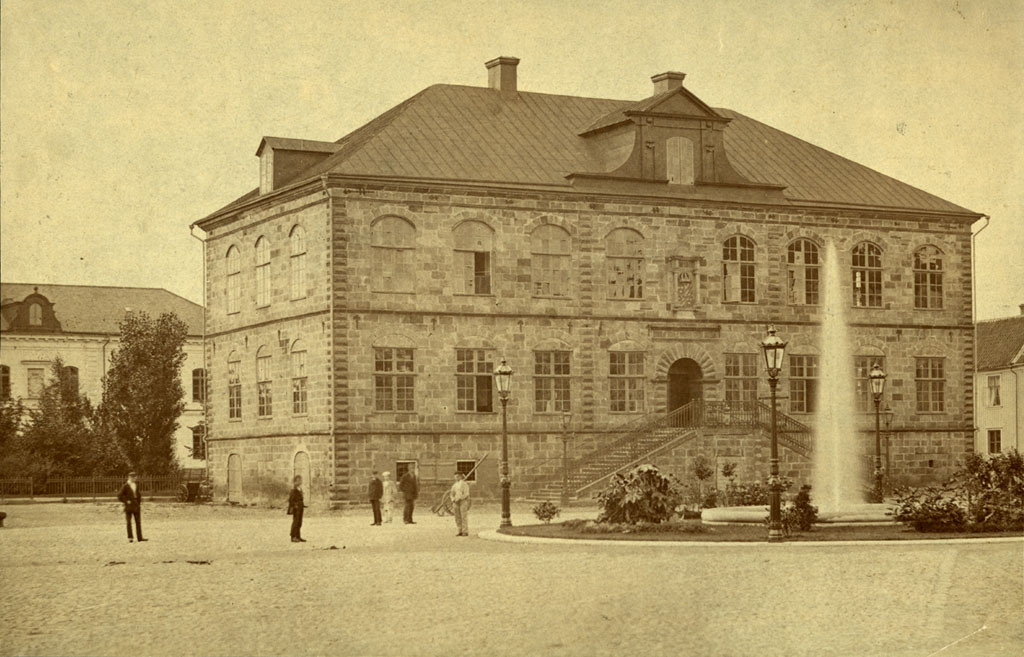
Göta hovrätt, vid Hovrättstorget i Jönköping, byggd i trånghallasandsten på 1600-talet. Bilden är från 1870-talet

Vätternsandsten, eller Vättersandsten, är termen för den brutna sandstenen från sandstenslagret i Visingsöformationen. Denna sandsten går i dagen framför allt på Visingsö och på Östra Vätternbranterna på östra sidan av Vättern från Lemunda norr om Motala i norr till Tenhultasjön i Tenhultsåns dalgång i söde roch vid andra sjöar i Vätterns närhet, som Landsjön. Den nordligaste kända förekomsten är Knutsbol vid gränsen mellan Karlskoga och Degerfors kommuner.
Vätternsandstenen avlagrades före kambriumperioden och bedöms vara mer än 900 miljoner år gammal.
Sandsten från den södra delen av Vättern skiljer sig från lemundasandsten, som brutits vid Vätterns östra strand norr om Motala.  Sandsten från södra delen av Vättern är en parallellskiktad, fältspatsförande, ibland rödaktig gul och förhållandevis okonsoliderad sandsten, som lätt vittrar och missfärgas. Lemundastenen är ibland ren kvartssand med kvartskorn som förbinds med sekundär kvarts och som är mindre porös. Lemundasandsten är ljusgrå, men gulnar med tiden med gula ränder av oxiderade järnföreningar och tenderar också att svärtas. Den är mer vittringsbeständig än annan vätternsandsten. 
Olika sorters bruten vättenrsandsten, som byggnadsmaterial eller råvara för ornament och sand, är lemundasandsten, trånghallasandsten och grännasandsten. De två senare, samt sandsten från Visingsö, brukar tillsammans benämnas visingsösandsten.